# Fontana dell'Acqua Paola

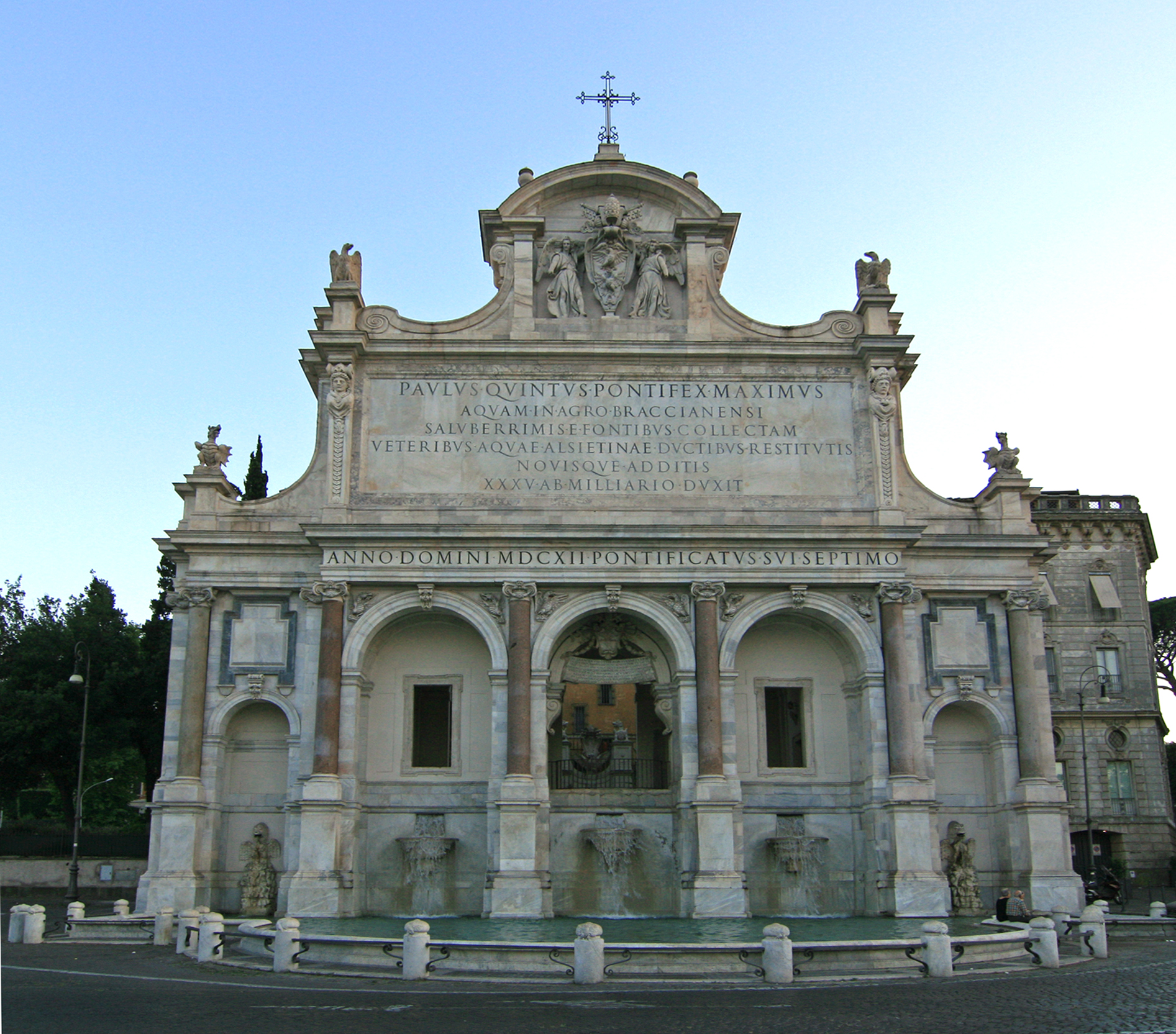
Fontana dell'Acqua Paola.

Fontana dell'Acqua Paola är en monumental fontän på Janiculum i Trastevere i Rom.
Fontänen uppfördes av påven Paulus V för att visa upp vattnet från kejsar Trajanus akvedukt som han låtit restaurera. Fasaden uppfördes 1610 av arkitekten Flaminio Ponzio och fontänen 1612 av Giovanni Fontana.